# Tudor Owen
Pour les articles homonymes, voir Owen.
(Roy) Tudor Owen est un acteur gallois, né le 20 janvier 1898 à Penarth (Vale of Glamorgan, Pays de Galles), mort le 13 mars 1979 à Los Angeles (Californie).

## Biographie
Installé aux États-Unis, Tudor Owen apparaît d'abord dans Bride of the Storm (en) de J. Stuart Blackton (avec Dolores Costello et John Harron), son unique film muet, sorti en 1926.
Après le passage au parlant, il contribue à cinquante-trois autres films américains à partir de 1948, le dernier étant le dessin animé Merlin l'Enchanteur de Wolfgang Reitherman (voix additionnelle), sorti en 1963.
Entretemps, mentionnons Ma cousine Rachel d'Henry Koster (1952, avec Olivia de Havilland et Richard Burton), Brigadoon de Vincente Minnelli (1954, avec Gene Kelly et Cyd Charisse), Les 101 Dalmatiens de Wolfgang Reitherman et autres (également dessin animé des studios Disney, 1961) et Jack le tueur de géants de Nathan Juran (1962, avec Kerwin Mathews et Judi Meredith).
Pour la télévision, Tudor Owen collabore à cinquante-et-une séries américaines entre 1950 et 1965, dont Mon amie Flicka (trois épisodes, 1955-1956), La Grande Caravane (1958-1963) et Perry Mason (deux épisodes, 1961-1964).

## Filmographie partielle

### Cinéma

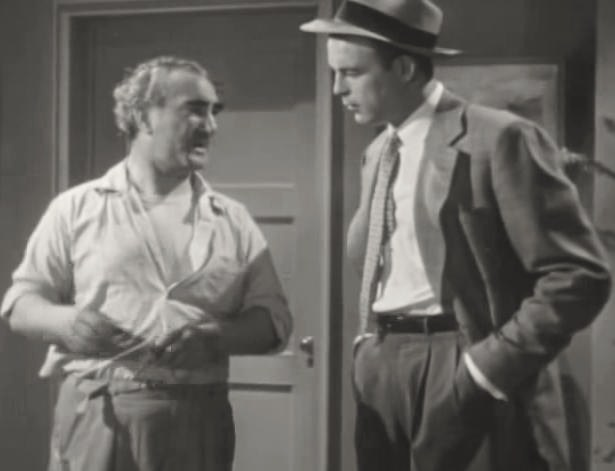
Avec Scott Brady (à d.), dans La Brigade des stupéfiants (1949)

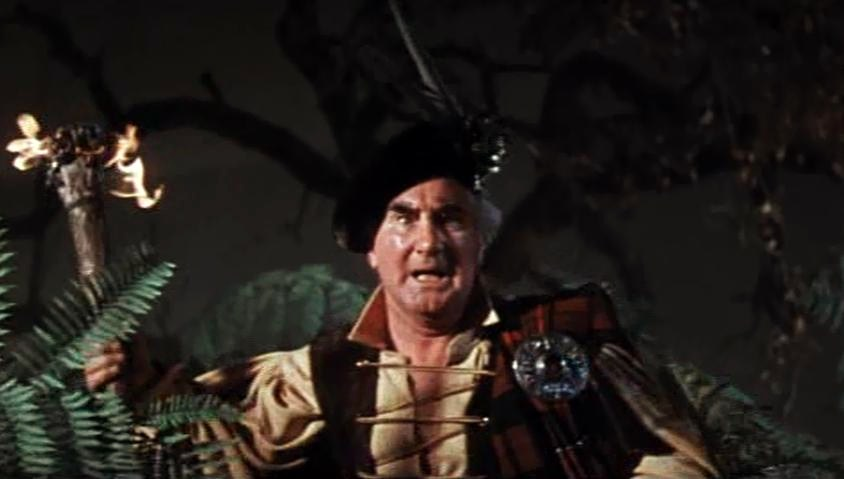
Dans Brigadoon (1954)

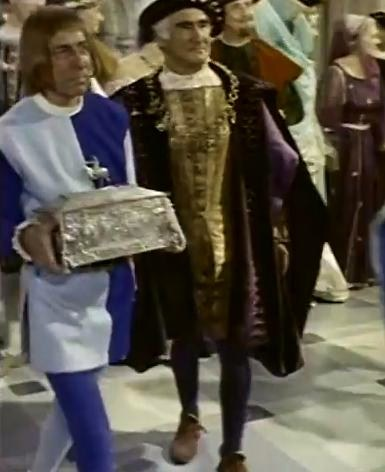
Au centre, dans Jack le tueur de géants (1962)

- 1926 : Bride of the Storm de James Stuart Blackton : Funeral Harry
- 1948 : Les Géants du ciel (Fighter Squadron) de Raoul Walsh : Eddie
- 1949 : Le Défi de Lassie (Challenge to Lassie) de Richard Thorpe : un docteur
- 1949 : La Brigade des stupéfiants (Port of New York) de László Benedek : le concierge de la résidence
- 1950 : Montana de Ray Enright : Jock
- 1950 : La Femme sans loi (Frenchie) de Louis King : Toby
- 1951 : Tempête sur la colline (Thunder in the Hill) de Douglas Sirk : un vieil homme
- 1952 : À l'abordage (Against All Flags) de George Sherman : Williams
- 1952 : Aventure à Rome (When in Rome) de Clarence Brown : Père McGinniss
- 1952 : Le monde lui appartient (The World in His Arms) de Raoul Walsh : un vieux marin
- 1952 : Ma cousine Rachel (My Cousin Rachel) d'Henry Koster : Seecombe
- 1952 : Le Mystère du château noir (The Black Castle) de Nathan Juran : Romley
- 1953 : Traversons la Manche (Dangerous When Wet) de Charles Walters : Le vieux Salt
- 1953 : Houdini le grand magicien (Houdini) de George Marshall : le forgeron
- 1953 : Le Justicier impitoyable (Back to God's Country) de Joseph Pevney : Fitzsimmons
- 1953 : Comment épouser un millionnaire (How to Marry a Millionaire) de Jean Negulesco : M. Otis
- 1953 : Perils of the Jungle (en) de George Blair : le commissaire
- 1953 : Le Trésor du Guatemala (The Treasure of the Golden Condor) de Delmer Daves : Fontaine
- 1954 : Brigadoon de Vincente Minnelli : Archie Beaton
- 1954 : Le Défi des flèches (Arrow in the Dust) de Lesley Selander
- 1954 : Prince Vaillant (Prince Valiant) d'Henry Hathaway : un patriarche
- 1955 : Le Voleur du Roi (The King's Thief) de Robert Z. Leonard : Simon
- 1956 : The Oklahoma Woman de Roger Corman : Ed Grant
- 1956 : Intrigue au Congo (Congo Crossing) de Joseph Pevney : Émile Zorfus
- 1957 : Jicop le proscrit (The Lonely Man) d'Henry Levin : M. MacGregor
- 1959 : Bagarre au-dessus de l'Atlantique (Jet Over the Atlantic) de Byron Haskin : M. Priestwood
- 1960 : Le Grand Sam (North to Alaska) d'Henry Hathaway : le commissaire de bord
- 1961 : Les 101 Dalmatiens (One Hundred and One Dalmatians) de Clyde Geronimi, Wolfgang Reitherman et Hamilton Luske : Towser (Grognard - voix)
- 1961 : Abattez cet homme (Most Dangerous Man Alive) d'Allan Dwan : Dr Meeker
- 1962 : Jack le tueur de géants (Jack the Giant Killer) de Nathan Juran : Le chancelier
- 1962 : La Conquête de l'Ouest (How the West Was Won) d'Henry Hathaway, John Ford et George Marshall : Parson Alec Harvey
- 1963 : Merlin l'Enchanteur (The Sword in the Stone) de Wolfgang Reitherman : un chevalier dans la foule (voix additionnelle)

### Télévision
(séries)
- 1950-1956 : The Lone Ranger
  - Saison 1, épisode 19 Greed for Gold (1950) : Dusty Duncan
  - Saison 5, épisode 2 The Sheriff of Smoke Tree (1956 - Mason) d'Oscar Rudolph, épisode 4 No Handicap (1956 - Dr Reed) d'Oscar Rudolph, épisode 7 The Return of Don Pedro O'Sullivan (1956 - Don Pedro O'Sullivan) d'Oscar Rudolph, et épisode 10 The Letter Bride (1956 - shérif Ike Kane) d'Oscar Rudolph
- 1955-1956 : Mon amie Flicka (My Friend Flicka)
  - Saison unique, épisode 5 Les Vétérans (Cavalry Horse, 1955), épisode 28 Bien mal acquis (Lock, Stock and Barrel, 1956) et épisode 34 Quand résonnent les trompettes (When Bugles Blow) de John English : Sergent Tim O'Gara
- 1956 : Rintintin (The Adventures of Rin Tin Tin)
  - Saison 3, épisode 10 Le Petit Chien perdu (The Lost Puppy) : Sandy McDonald
- 1956 : La Flèche brisée (Broken Arrow)
  - Saison 1, épisode 8 Caged de John English : Colonel McBride
- 1958 : Mike Hammer (Mickey Spillane's Mike Hammer), première série
  - Saison 1, épisode 26 Final Curtain : Malcolm « Pop » Vaught
- 1958-1963 : La Grande Caravane (Wagon Train)
  - Saison 1, épisode 21 The Annie MacGregor Story (1958) de Mark Stevens : Angus MacGregor
  - Saison 2, épisode 34 The Jose Maria Moran Story (1959) de Tay Garnett : Tim Naughton
  - Saison 6, épisode 12 The Eve Newhope Story (1962) : Patrick O'Shaughnessey
  - Saison 7, épisode 12 The Bleecker Story (1963) de William Witney : McFerren
- 1959 : Monsieur et Madame détective (The Thin Man)
  - Saison 2, épisode 30 Hamilton Hollered Help : Cockney Charlie
- 1959 : Sugarfoot
  - Saison 3, épisode 3 MacBrewster the Bold de Leslie Goodwins : Angus MacBrewster
- 1959 : Cheyenne
  - Saison 4, épisode 4 Trial by Conscience de Lee Sholem  : Angus
- 1960 : Maverick
  - Saison 3, épisode 20 Guatemala City d'Arthur Lubin : Sim
- 1960 : Peter Gunn
  - Saison 3, épisode 9 The Long Green Kill de Robert Gist : Chips
- 1960 : Hong Kong
  - Saison unique, épisode 15 Lesson in Fear de Boris Sagal : le capitaine
- 1960-1962 : 77 Sunset Strip
  - Saison 3, épisode 11 The Double Death of Benny Markham (1960) de Robert B. Sinclair : Dr MacDougal
  - Saison 4, épisode 26 The Baker Street Caper (1962) de Robert Douglas : l'inspecteur MacGregor
- 1961 : Aventures dans les îles (Adventures in Paradise)
  - Saison 2, épisode 26 Le Serpent dans le jardin (The Serpent in the Garden) de Felix E. Feist : le colonel Beaufort
- 1961-1964 : Perry Mason, première série
  - Saison 5, épisode 4 The Case of the Delicious Mariner (1961) de Christian Nyby : MacLean
  - Saison 7, épisode 27 The Case of the Careless Kidnapper (1964) de Jesse Hibbs : le capitaine Horatio Jones
- 1962 : Denis la petite peste (Dennis the Menace)
  - Saison 3, épisode 17 Dennis Has a Fling de Charles Barton : Angus MacTavish
- 1962 : Le Monde merveilleux de Disney (The Wonderful World of Disney ou Disneyland)
  - Saison 9, épisode 10 The Mooncussers : Graveyard of Ships de James Neilson : le capitaine du port
- 1963 : La Quatrième Dimension (The Twilight Zone)
  - Saison 4, épisode 10 Le Bon Vieux Temps (No Time Like the Past) de Jus Addiss : le capitaine du Lusitania
- 1965 : Voyage au fond des mers (Voyage to the Bottom of the Sea)
  - Saison 1, épisode 30 Le Secret du Loch Ness (The Secret of the Loch) de Sobey Martin : Crofter